# سوپر ماریو ۶۴ دی‌اس
سوپر ماریو ۶۴ دی‌اس (به ژاپنی: スーパーマリオ64DS Sūpā Mario Rokujūyon Dī Esu) با نام اولیه سوپر ماریو ۶۴ × ۴ در طی مراحل ساخت اولیه، یک بازی ویدئویی در سبک سکوبازی از مجموعه بازی‌های سوپر ماریو، که توسط نینتندو ای‌اِی‌دی ساخته شده و بوسیلهٔ شرکت نینتندو به طور انحصاری برای کنسول بازی دستی نینتندو دی‌اس منتشر شده‌است.سوپر ماریو ۶۴ دی‌اس در ۲ دسامبر ۲۰۰۴ به عنوان بازی زمان عرضه برای نینتندو دی‌اس، نوامبر ۲۰۰۴ در آمریکا و در سال ۲۰۰۵ در اروپا و استرالیا عرضه شد.
این بازی به عنوان نسخه بازسازی شده سوپر ماریو ۶۴ برای کنسول نینتندو ۶۴ به حساب می‌آید که شامل شخصیت‌های جدید، بهبود روند و گرافیک بازی، بخش چندنفره و چندین بخش بازی‌های خرد می‌باشد. بر خلاف نسخه اولیه، ماریو تنها شخصیت قابل کنترل نیست و بازیکن قادر است با شخصیت‌هایی از جمله یوشی، لوئیجی و حتی واریو که هر کدام دارای توانایی‌های مختلفی هستند به ماجراجویی پرداخته و در نهایت پرنسس پیچ را نجات دهند. با وجود عنوان بازی که با ماریو مرتبط است، یوشی شخصیت اصلی واقعی این قسمت به شمار می‌رود و او تنها شخصیت موجود از آغاز بازی است.